# バオバブ

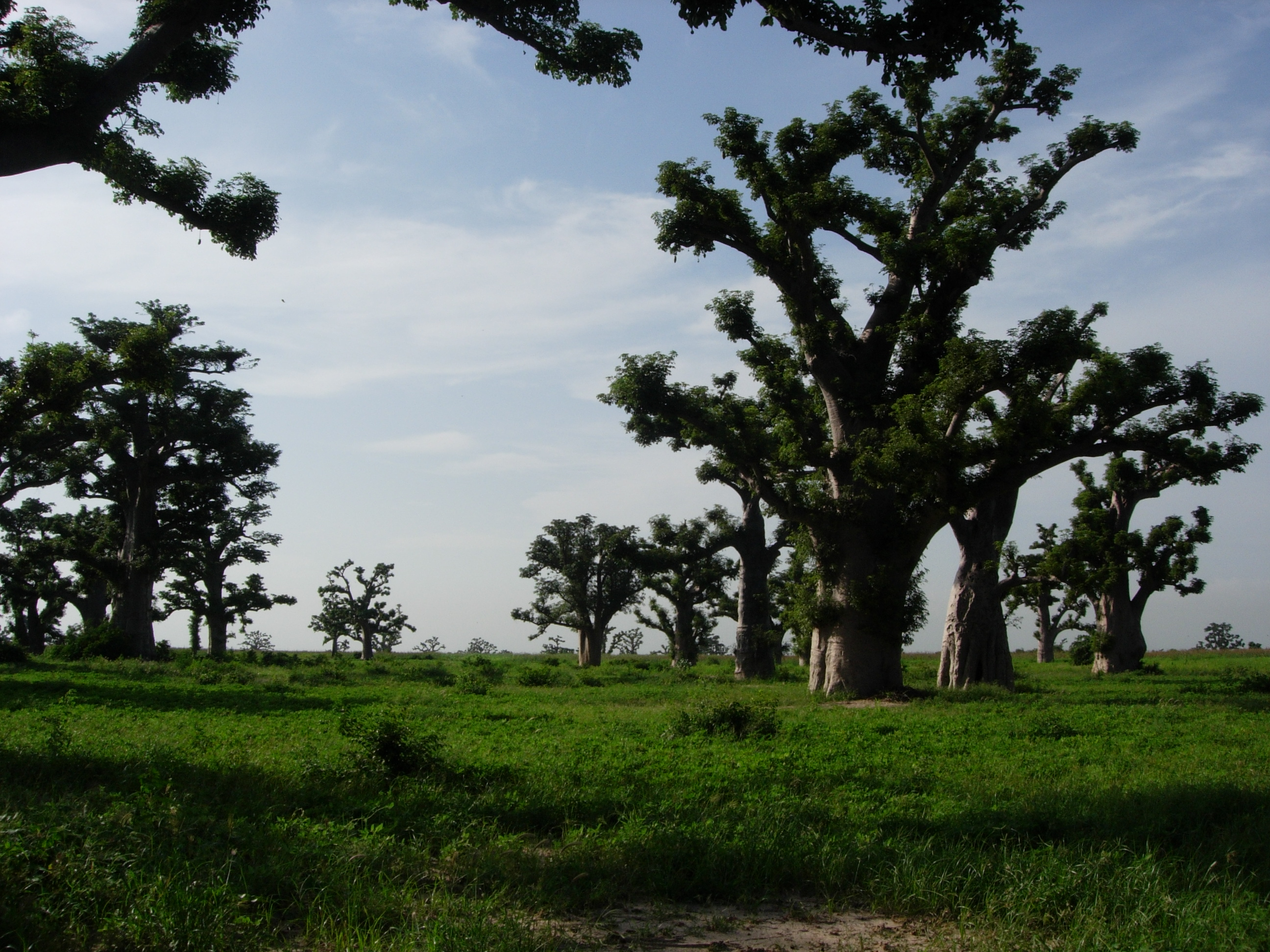
芽吹いたバオバブの群れ。セネガル。

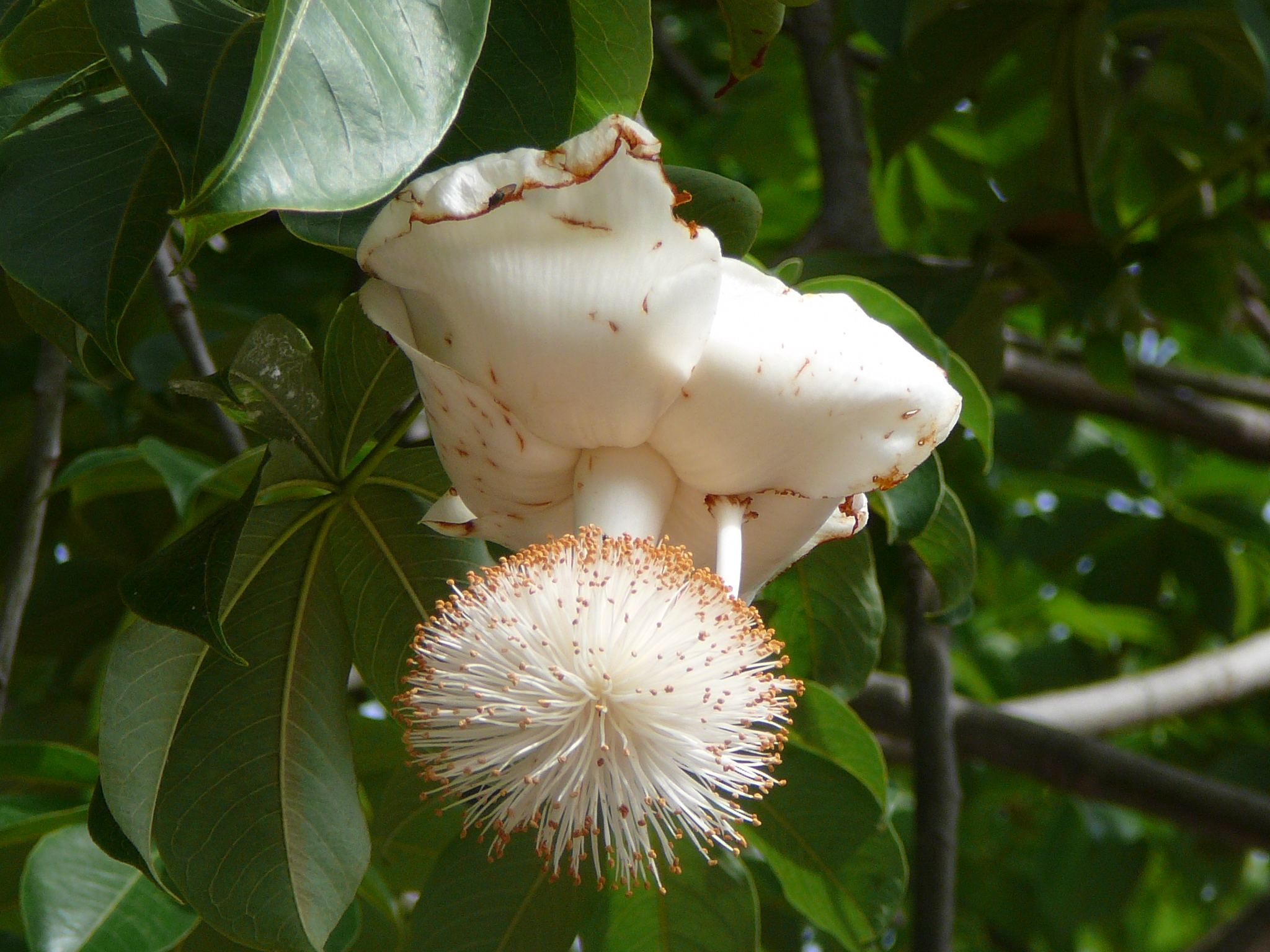
アフリカバオバブの花

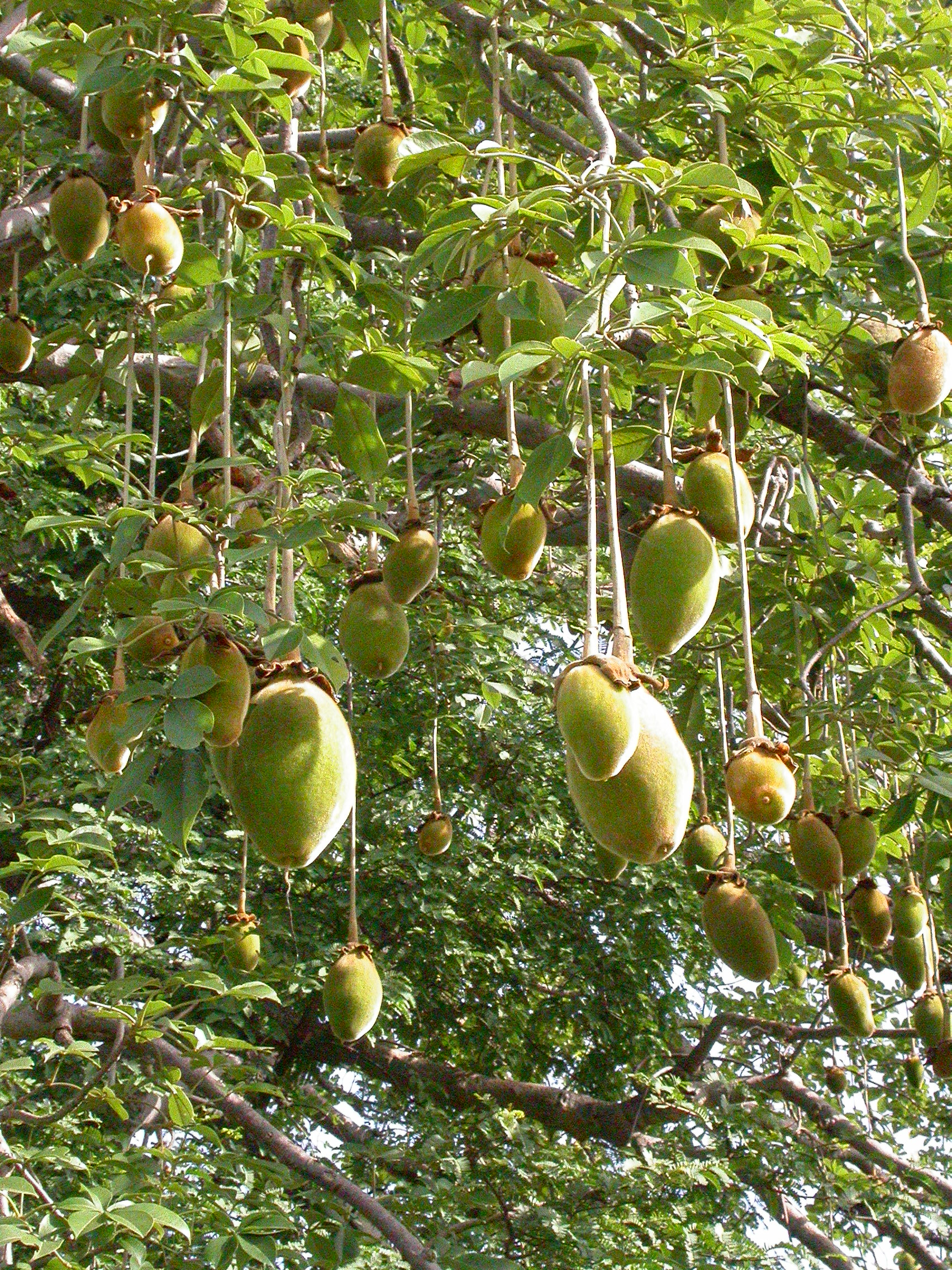
アフリカバオバブの実

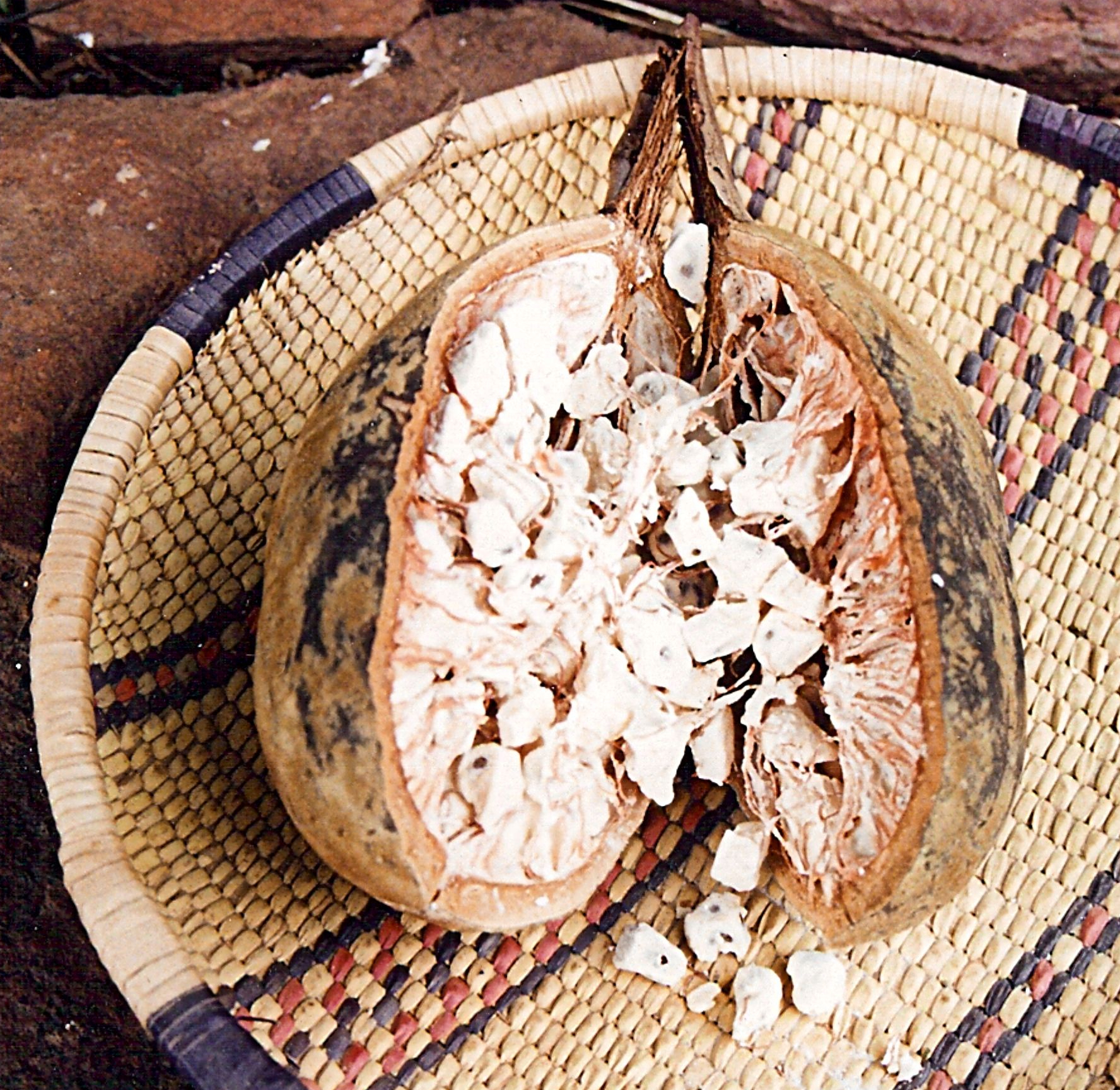
ジンバブエで採取された実の内部

バオバブ（英名：Baobab、学名：Adansonia）は、樹木の属の一つ。アオイ目アオイ科（クロンキスト体系や新エングラー体系ではパンヤ科）バオバブ属の総称。

## 名称
「バオバブ」の名は、16世紀に北アフリカを旅したイタリア人植物学者が「バ・オバブ」と著書に記したのが始まり。元はアラビア語のブー・フブーブ（種がたくさんあるもの）から来ているという説がある。
学名は、A. digitata を報告したフランス人自然学者ミシェル・アダンソン (Michel Adanson) の名に由来する。
アフリカの諸言語ではそれぞれ呼称が異なる。ズールー語では「ウムコーモ」、ハウサ語では「クーカ」(Kuka)、スワヒリ語では「ムブユ」(mbuyu)、フルベ語では「ボッキ」、バンバラ語では「シラー」、モシ語では「トゥエガ」と呼ばれる。

## 特徴
サバンナ地帯に多く分布する。幹は徳利のような形をしていて、高さは約30メートル、直径は約10メートルに及ぶ。最大のものは南アフリカ共和国のリンポポ州モディアディにあり、高さ47メートル、直径15メートルである(ただし、2017年に大部分が枯死)。
中は空洞になることが多い。葉は幹の上部につき、乾季に落葉する。花は白色で大きい。果実はヘチマのように垂れ下がり、堅い。
大木の幹には10トンもの水分を蓄えており、乾季になると葉を落として休眠する。休眠中は、幹内の水分で生き延びる。
年輪がないので樹齢を知ることは難しいが、数千年に達するといわれる。放射年代測定は可能である。2011年に枯死したジンバブエのバオバブは、樹齢2500年と推定された。
バオバブには、個別に名前が付けられている有名な古木・巨木もある。ジンバブエの「パンケ」（樹齢約2500年）、ナミビアの「グルートブーム
」（樹齢約1500年）、ボツワナの「チャップマンバオバブ」（樹齢約1400年）、そして南アフリカ共和国リンポポにあり大きさでは世界トップの「サンランドバオバブ」（樹齢約1100年）である。
だが南部アフリカではバオバブの枯死が相次いでおり、これらの古木・巨木も一部または全てが枯死した。原因としては気候変動、灌漑の水分で乾燥に強いバオバブの根が腐ったことなどの可能性が指摘されている。
マダガスカル南西部のムルンダバはバオバブが林立することから「バオバブ街道」と呼ばれ、観光名所になっている。

## 利用
アフリカ諸国では食用など様々に活用され、親しまれている。
オーストラリアの先住民族アボリジニの間では、ブッシュ・タッカーとして古くから消費されていた。
果肉は食用・調味料とされ、セネガルでは「サルのパン」と呼ばれる。ビタミンCがオレンジより多く、カルシウムも牛乳より多いといわれる。種子からは、油が採集できる。若葉を野菜として、また汁気のおおい料理に入れるととろみが増し、デンプン質の主食にかけるうってつけのソースができる。樹皮は煎じて解熱剤に用いられるほか、細かく裂いて編めば強靭なロープを作ることができる。
マダガスカルの企業レナラ社は2012年以降、ビタミンCや抗酸化物質を多く含む果実を住民から買い取り、化粧品や栄養補助食品に加工して販売している。苗木を配布している団体もある。バオバブを見学する観光客を誘致するエコツーリズムを含めた商業利用は、バオバブの保護をも目的としている。

## その他
- アフリカ各地の民間伝承や神話の言い伝えによると、その姿はまるで悪魔が巨木を引き抜いて逆さまに突っ込んだようだといわれている。
- サン・テグジュペリの『星の王子さま』では、放置すると星を破壊する有害な巨木として描かれており、見つけ次第抜かれてしまうことになっている。
- 日本では、浜名湖花博において初めて屋外で開花した。観葉植物にもなり、盆栽型に仕立てることもできる。
- 日本では、広島市植物公園(広島県)、京都府立植物園(京都府)、神代植物公園(東京都)、海洋博公園(沖縄県)、東南植物楽園（沖縄県）などで展示されている。
- 東京都の多摩動物公園には、実寸大に近いバオバブの木のレプリカ(擬岩・造景岩)があり、中に入ることができる。
- 東京都の恩賜上野動物園には、バオバブの擬木が2箇所に展示されている。

## 種
原生種がマダガスカルに6種、オーストラリアに1～2種、アフリカ大陸に2種ある。
- Adansonia digitata L. - アフリカバオバブ（アダンソニア・ディギタタ[4]、バオバブ、バオバブノキ[5]） … アフリカ大陸に唯一見られるバオバブとして知られていた[4]。
- A. fony Baill. - アダンソニア・フォニイ … マダガスカル西部および南部の沿岸部に分布[6]。
  - A. fony var. rubrostipa (Jum. & H.Perrier) H.Perrier（シノニム: A. rubrostipa Jum. & H.Perrier - アダンソニア・ルブロスティパ[7]）- フォニーバオバブ[8] … マダガスカルに分布し、IUCNレッドリストでは準絶滅危惧 (Lower Risk/near threatened ver 2.3) と評価されている[9]。
- A. grandidieri Baill. - グランディディエバオバブ[10]（アダンソニア・グランディディエリ） … マダガスカル西部に分布する[11]。過去（1953年）から将来（2116年）にわたって進行すると推定される生育地の喪失や、家畜による苗床の食害、ヒトによる果実の消費、化粧品精製を目的とする種子の採取などの要因から、IUCNレッドリストでは絶滅危惧種 (Endangered ver 3.1) と評価されている[12]。さらに、ワシントン条約 (CITES) 附属書II（2017年10月4日版）にも記載されており、種子、果実、油、生木の取引にマダガスカル共和国の許可が必要となる可能性がある[13][14]。
- A. gibbosa (A.Cunn.) Guymer ex D.A.Baum … Hassler (2018) でオーストラリア北部に見られる独立種とされているが、The Plant List (2013) では A. gregorii のシノニム扱いとされている。
- A. gregorii F.Muell. … オーストラリアの西オーストラリア州およびノーザンテリトリーに分布[15]。
- A. kilima Pettigrew, K.L.Bell, Bhagw., Grinan, Jillani, Jean Mey., Wabuyele & C.E.Vickers … 2012年になって新たに記載された、アフリカ大陸に見られる種[15]。
- A. madagascariensis Baill. - アダンソニア・マダガスカリエンシス[7] … マダガスカルに分布し、IUCNレッドリストでは準絶滅危惧 (Lower Risk/near threatened ver 2.3) と評価されている[16]。
- A. perrieri Capuron - アダンソニア・ペリエリ[17] … マダガスカル北端の限られた場所だけに分布し、IUCNレッドリストでは絶滅危惧種 (Endangered ver 2.3) と評価されている[18]。
- A. suarezensis H.Perrier - アダンソニア・スアレゼンシス[17] … マダガスカルに分布する。気候変動により将来的に半数を超える個体が生育できなくなると見積もられており、IUCNレッドリストでは絶滅危惧種 (Endangered ver 3.1) と評価されている[19]。
- A. za Baill. - アダンソニア・ザ … マダガスカル西部および南西部の内陸部に分布する[6]。IUCNレッドリストでは準絶滅危惧 (Lower Risk/near threatened ver 2.3) と評価されている[20]。

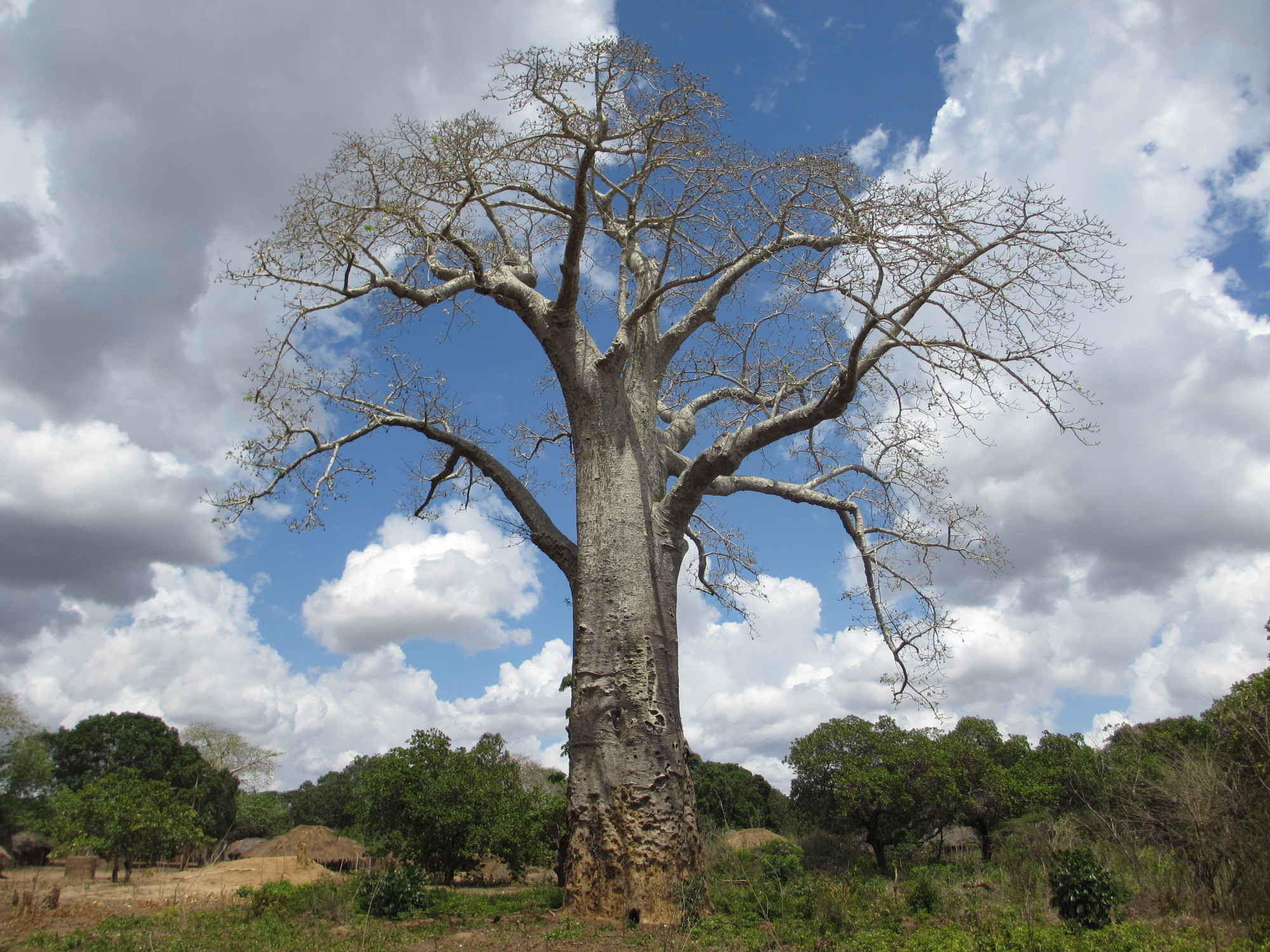
アフリカバオバブ（モザンビーク）
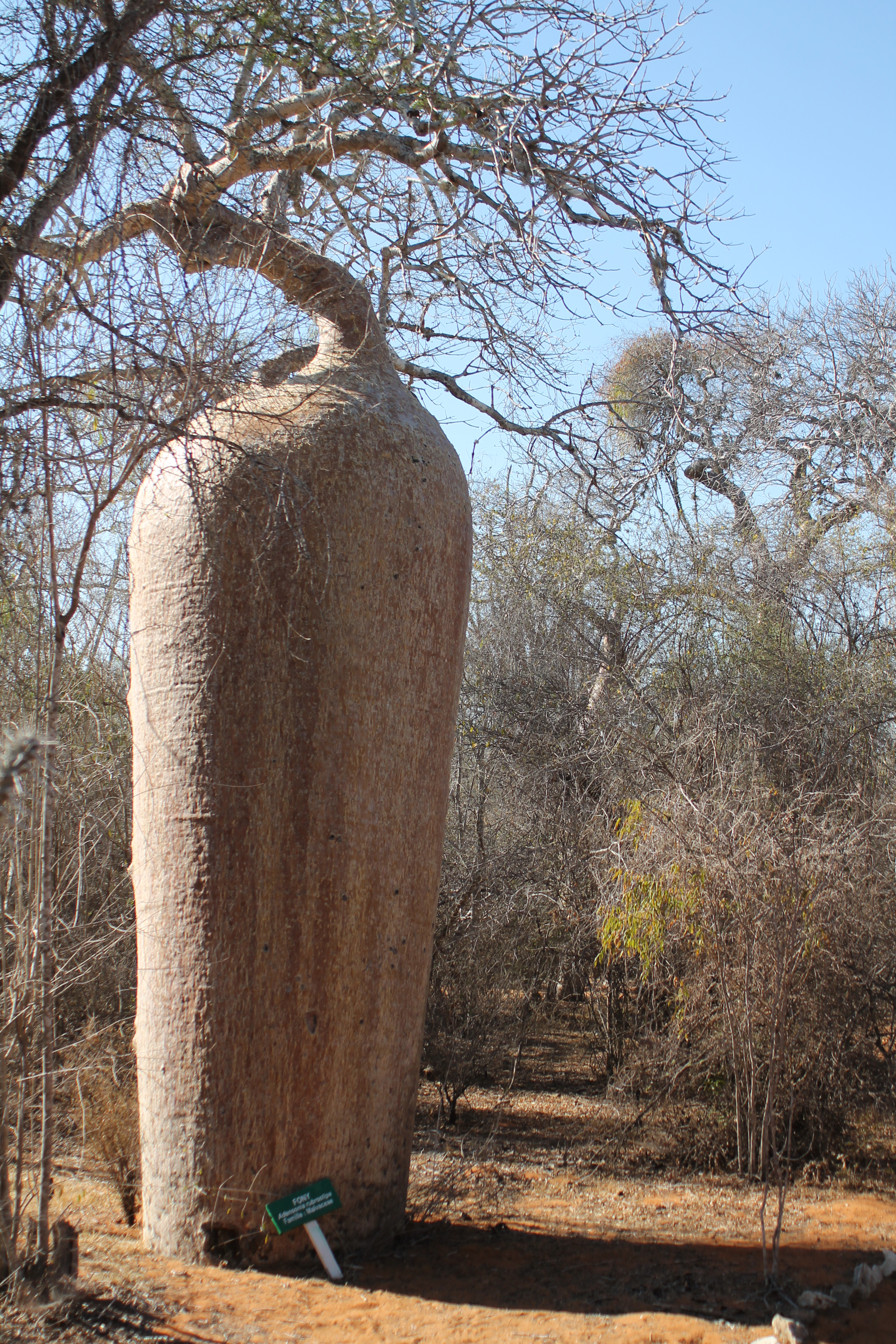
フォニーバオバブ（マダガスカル）
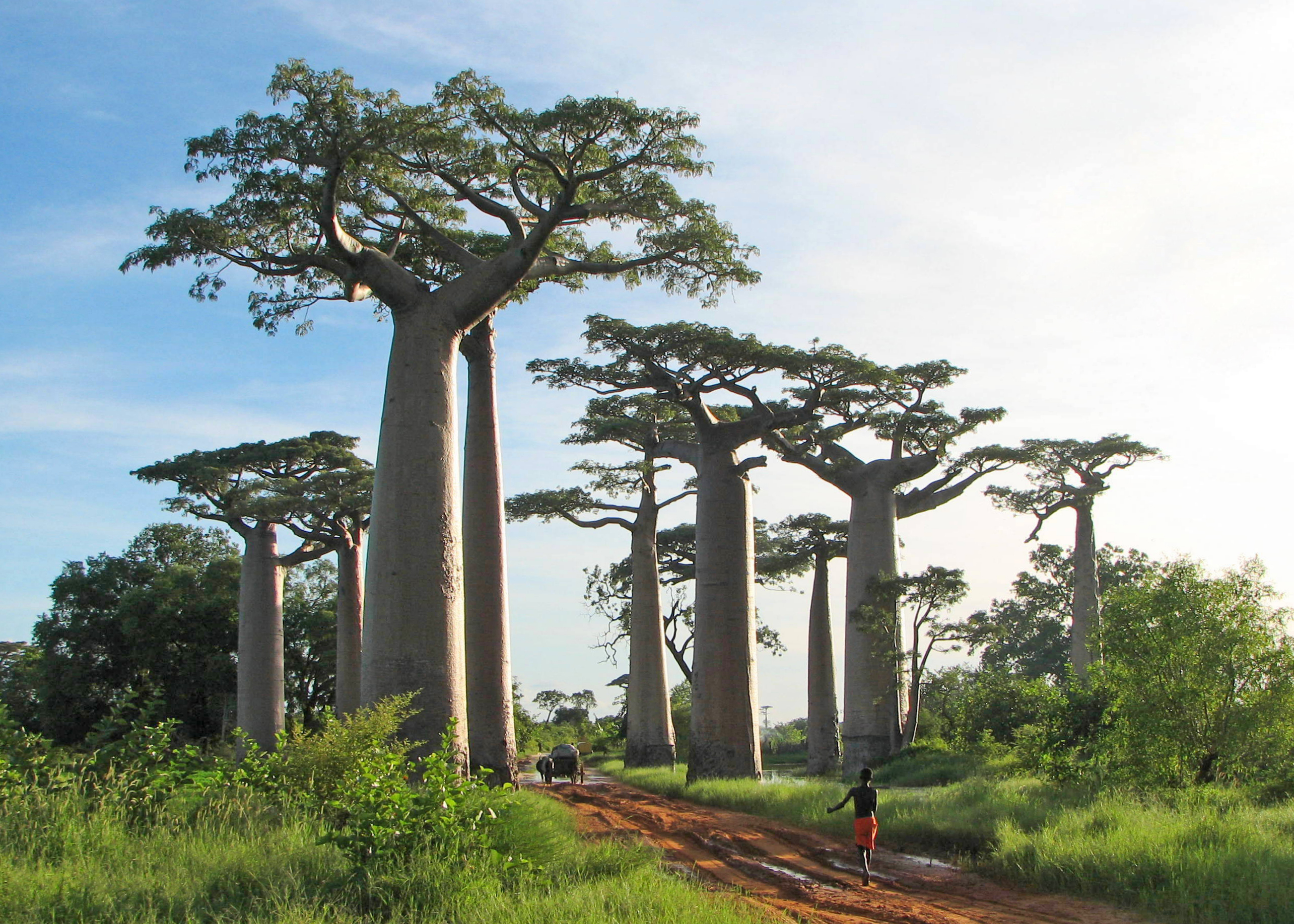
グランディディエバオバブ（マダガスカル）
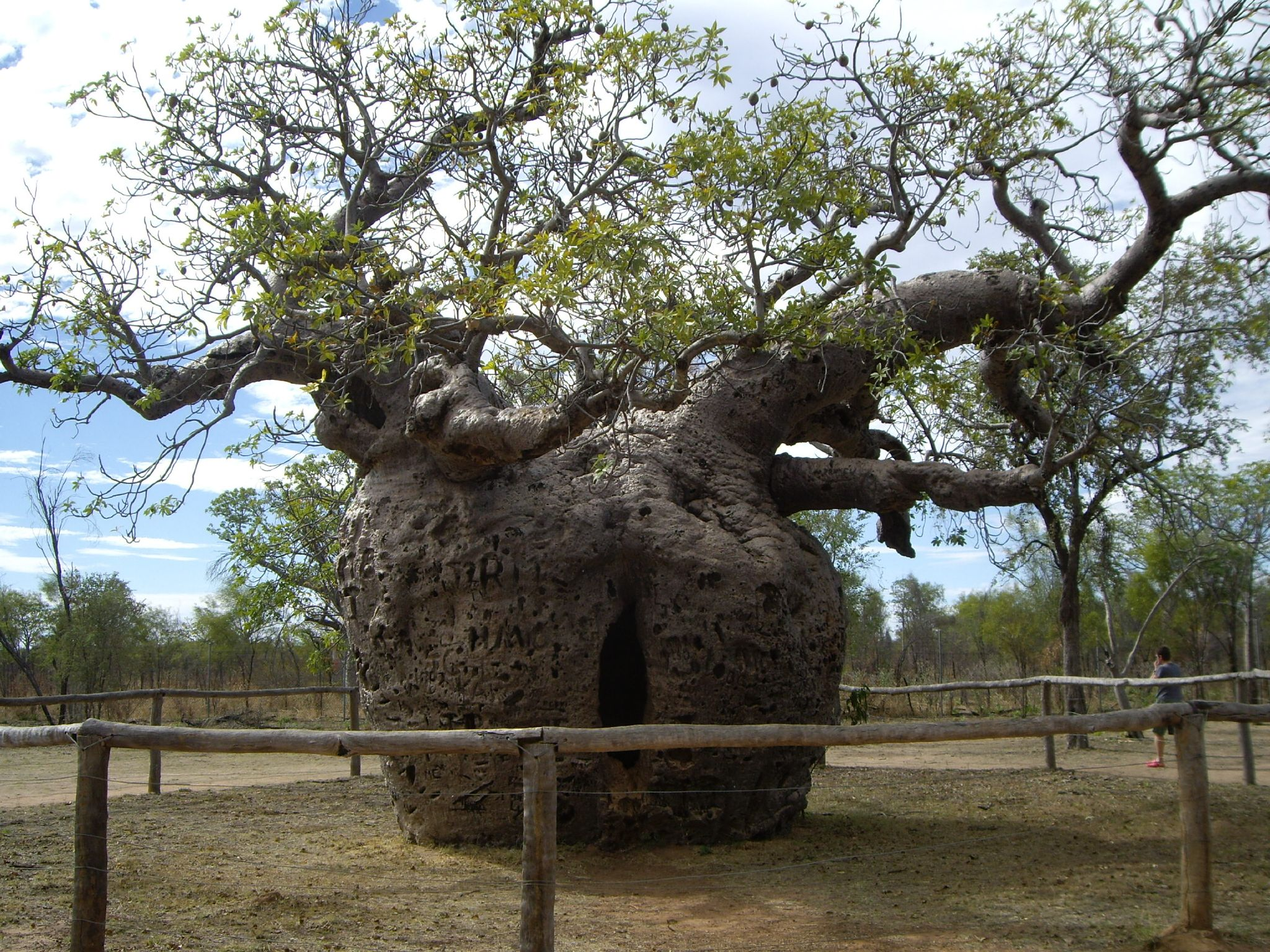
A. gregorii（オーストラリア）
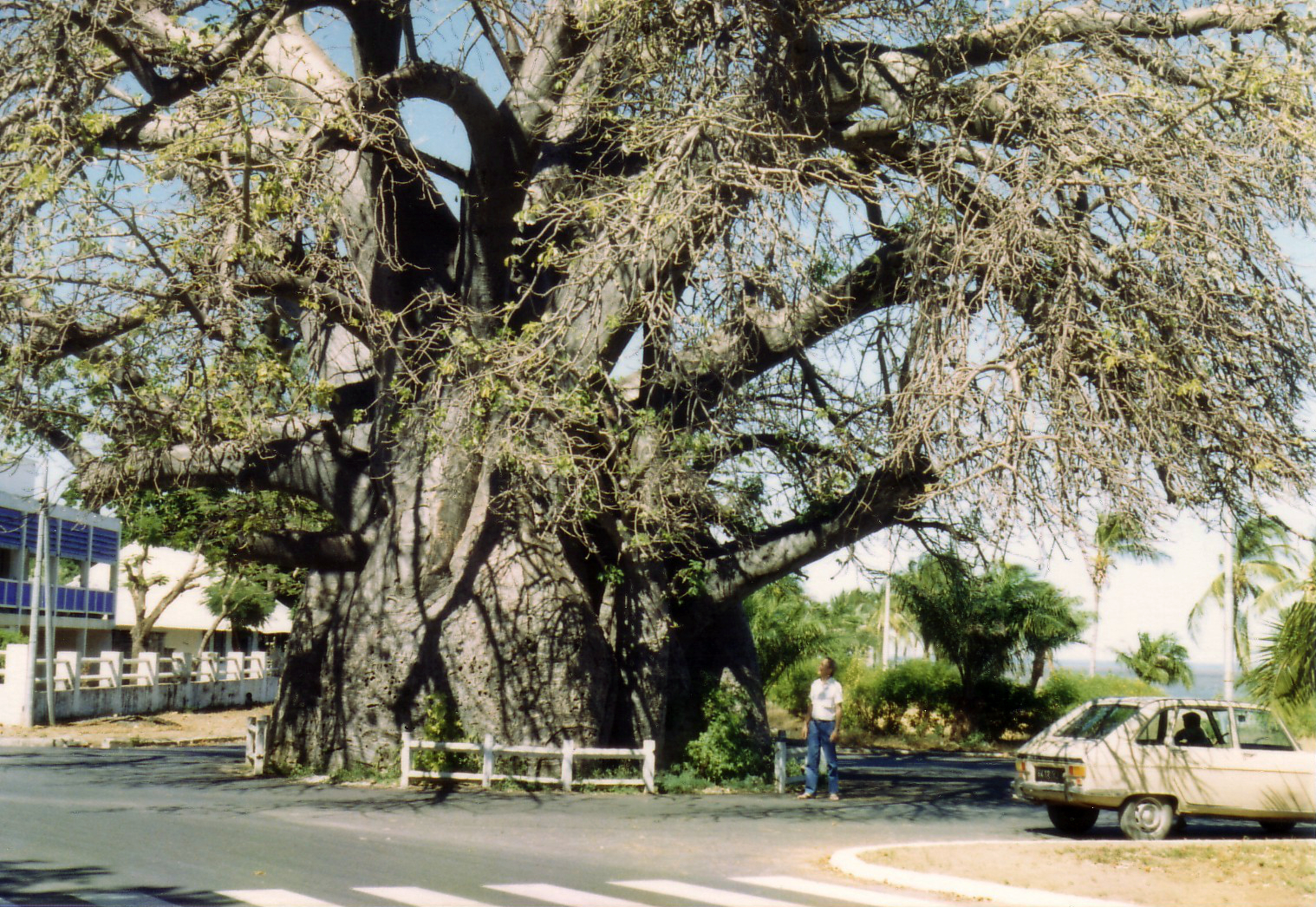
アダンソニア・マダガスカリエンシス（マダガスカル）
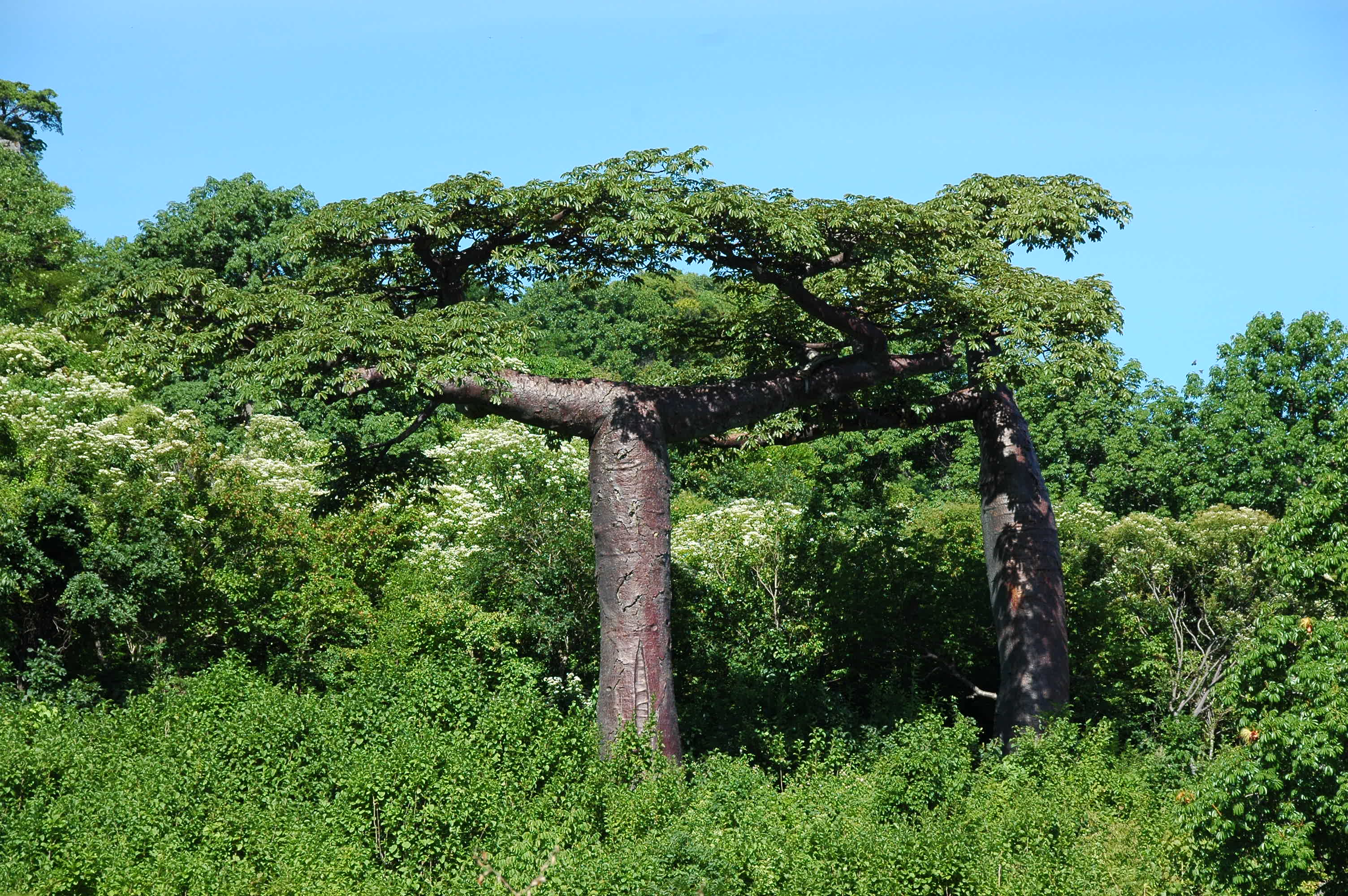
アダンソニア・スアレゼンシス（マダガスカル）
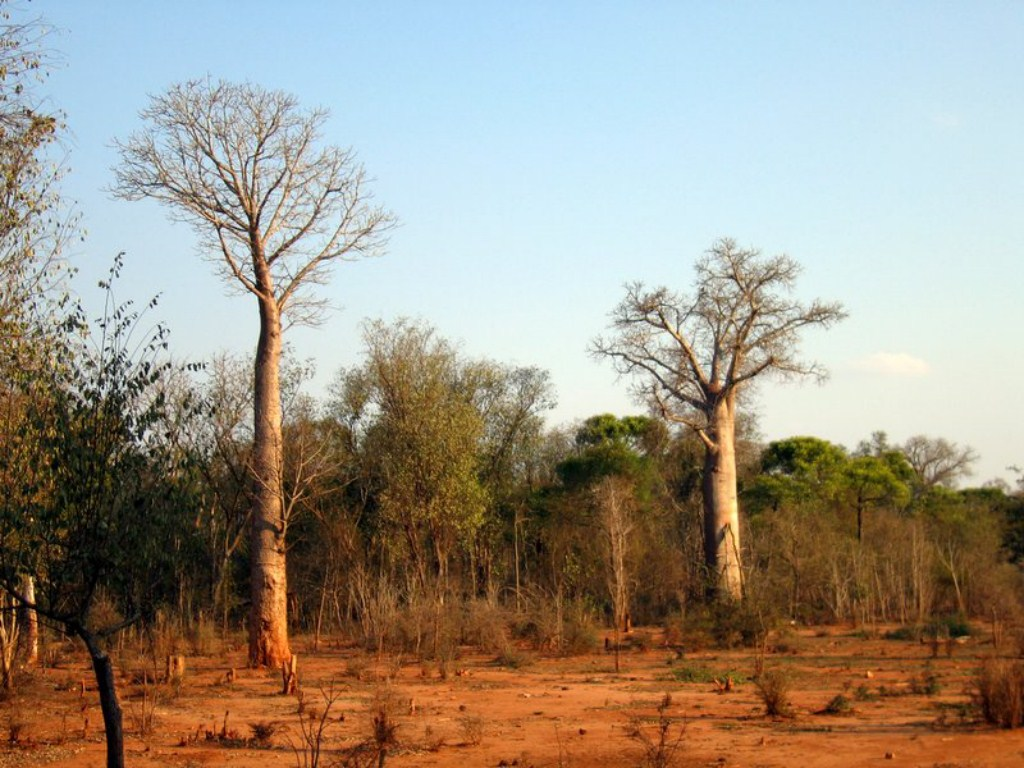
アダンソニア・ザ（マダガスカル）